# تيري فيلتون
تيري فيلتون (بالإنجليزية: Terry Felton)‏ هو لاعب كرة قاعدة أمريكي، ولد في 29 أكتوبر 1957 في تيكساركانا في الولايات المتحدة.

## وصلات خارجية
- تيري فيلتون على موقعبيزبول رفرنس.كوم (الدوري الرئيسي) (الإنجليزية)
- تيري فيلتون على موقعبيزبول رفرنس.كوم (الدوري الثانوي) (الإنجليزية)
- تيري فيلتون على موقع مشجعي الرسوم البيانية (الإنجليزية)